# María Martoccia
María Martoccia (Buenos Aires, 1957) es una escritora y traductora argentina. Su obra, compuesta por cinco novelas, tres libros de cuentos y dos de ensayos, ha sido elogiada por su prosa y la calidad de sus diálogos. Además, ella ha traducido a autores como Yasunari Kawabata y Julian Maclaren-Ross.

## Biografía
María Martoccia nació en el año 1957 en la ciudad de Buenos Aires, Argentina. Se licenció en Letras por la Universidad de Buenos Aires.
En 1996, publicó su primer libro, la colección de relatos Caravana, donde distintos personajes atraviesan países como Inglaterra, Tailandia y Bolivia, entre otros. En el 2002, editó en coautoría con Javiera Gutiérrez el libro Cuerpos frágiles, mujeres prodigiosas, acerca de la vida de nueve mujeres, entre ellas, Frida Khalo, Virginia Woolf, Katherine Mansfield y Judy Garland.
En el 2003, publicó su primera novela, Los oficios, que comenzó su exploración por el espacio de la sierra cordobesa. En el 2006, editó su segunda novela, Sierra Padre. En el 2010, publicó su tercera, Desalmadas, que cuenta la historia de una madre y su hija.
En el 2015, editó su segundo libro de cuentos, Enemigos de la lluvia. Un año después, en el 2016, publicó su cuarta novela, Años de gracia, con la que culminó su tetralogía sobre la sierra cordobesa. En el 2022, editó su quinta novela, La mujer sin razón, acerca de la historia de una familia, donde entrelazó elementos de autobiografía y ficción. En el 2024, publicó su tercer libro de cuentos, Campo Santo, que explora la temática de la muerte.

## Vida personal
Después de licenciarse en Letras, Martoccia viajó a la ciudad española de Barcelona. Ahí, conoció a su esposo, Raymond, quien es inglés y profesor de lingüística. Junto a él, tuvo un hijo y realizó viajes por Inglaterra, Yemen, Tailandia, Malasia y Marruecos, países donde también residió.
La escritora fue amiga del escritor, editor y crítico literario Luis Chitarroni.

### Influencias
Martoccia ha nombrado a los escritores Oscar Wilde, Silvina Ocampo, Alan Pauls, Luis Chitarroni, Willa Cather, Italo Calvino, María Gainza, María Sonia Cristoff, Carson McCullers, Flannery O’Connor y Truman Capote, entre otros, como aquellos a los que siempre relee.

## Obra

### Novela
- Los oficios (2003, Sudamericana)
- Sierra Padre (2006, Emecé)
- Desalmadas (2010, La Bestia Equilátera)
- Años de gracia (2016, Tusquets)
- La mujer sin razón (2022, Beatriz Viterbo)

### Cuento
- Caravana (1996, Sudamericana)
- Enemigos de la lluvia (2015, Beatriz Viterbo)
- Campo Santo (2024, Beatriz Viterbo)

### Ensayo
- Cuerpos frágiles, mujeres prodigiosas (2002, Sudamericana, en coautoría con Javiera Gutiérrez)
- La construcción del personaje en narrativa (2003, Libros del Rojas, en coautoría con Juan Martín, Elvio Gandolfo y Alberto Laiseca)[25]